# Charmin Lee
Charmin Lee (Denver, 25 de diciembre de 1967) es una actriz estadounidense. Es conocida por su papel como Jeanette Wood, la madre de Maya en la serie afroamericana Girlfriends.

## Vida personal
Es mujer del actor de la popular serie The Vampire Diaries.

## Filmografía

### Películas
| Año  | Título              | Papel                 | Notas         |
| ---- | ------------------- | --------------------- | ------------- |
| 2010 | Intervention        | Sam                   | Corto         |
| 2012 | The Black Book      | Jefa Lisa Anderson    | Corto         |
| 2012 | Little Red Wagon    | Sra. Gerber           |               |
| 2014 | Company Rebrand     | Jefa de Documentación | Corto         |
| 2015 | When I Hold My Ears | Agente del FBI Rogers |               |
| 2015 | Red All Over        | Sra. Neville          | Posproducción |
| 2015 | Curve Ball          | Dehra                 | Posproducción |
| 2022 | Blackjack Christmas | Delores Johnson       |               |

### Televisión
| Año       | Título                     | Papel                       | Notas                                                       |
| --------- | -------------------------- | --------------------------- | ----------------------------------------------------------- |
| 1989      | The New Leave It to Beaver | Señorita Elkhart            | "Brother vs. Brother"                                       |
| 1990      | In the Heat of the Night   | Etta                        | "King's Ransom"                                             |
| 1992      | Out All Night              | Melanie                     | "The Kid"                                                   |
| 1993      | Roc                        | Sra. Rawlings               | "Garbage Man's Apprentice", "R.E.S.P.E.C.T."                |
| 1994      | Me and the Boys            | Sarah                       | "Talent Show"                                               |
| 1994      | Sister, Sister             | Beverly Simms               | "Wedding Bells & Box Boys"                                  |
| 1995      | The Home Court             | Sra. Green                  | "Pilot"                                                     |
| 1996      | Space: Above and Beyond    | Col. Schrader               | "The Angriest Angel"                                        |
| 1997      | 413 Hope St.               | Celeste                     | "Lost Boys and Gothic Girls"                                |
| 1998      | Sister, Sister             | Darcy                       | "In Sickness and Health"                                    |
| 1998-2003 | Port Charles               | Nancy Neumann               | Papel regular                                               |
| 1998      | Smart Guy                  | Bernadette                  | "She Got Game"                                              |
| 1999      | Beverly Hills, 90210       | Enfermera Schipper          | "Agony"                                                     |
| 1999      | The King of Queens         | Robin Gilliard              | "Parent Trapped"                                            |
| 1999-2001 | Diagnosis: Murder          | Det. Cheryl Banks           | Papel recurrente                                            |
| 2000      | Pensacola: Wings of Gold   | Alcalde Granger             | "Article 32"                                                |
| 2000      | Judging Amy                | Keiner                      | "The Burden of Perspective"                                 |
| 2000-2007 | Girlfriends                | Jeannette Wood              | Papel recurrente                                            |
| 2001-2002 | Family Law                 | Shelley Strong              | Papel recurrente                                            |
| 2003      | The Division               | Caroline                    | "Castaways"                                                 |
| 2010      | Drop Dead Diva             | Emma Bratman                | "Begin Again"                                               |
| 2010      | It's Supernatural          | Enfermera / Angel           | "Dave Hess"                                                 |
| 2011      | The Vampire Diaries        | Gloria                      | "The End of the Affair", "Disturbing Behavior"              |
| 2011      | Osiris                     | Jefa de Sección Janet Dixon | "I'm Not Some Superhero", "You Think She Likes Older Guys?" |
| 2012      | Osiris                     | Jefa de Sección Janet Dixon | "You're Still Stuck No Matter What"                         |
| 2012      | Boulevard West             | N'Taki                      | TV series                                                   |
| 2012      | Conversations              | Sra. Robinson               | "Pilot"                                                     |
| 2014      | Castle Ridge               | Sra. Johnson                | TV series                                                   |
| 2014      | The Bold and the Beautiful | Dr. Fellin                  | 1 episodio                                                  |
| 2015      | The Inspectors             | Georgia Darby               | Papel recurrente                                            |
| 2015      | Powers                     | Patrice LeGarde             | "You Are Not It", "Level 13"                                |